# Савойски държави
Савойски държави (на френски: États de Savoie) или Държави на Дом Савоя (на френски: États de la maison de Savoie), наречени също „Сардински държави“ след 1720 г. (на италиански: Stati Sardi), са изрази, определящи различните териториални владения на графовете и впоследствие – на херцозите на Савоя, принадлежащи към Дом Савоя, от 11 век до Обединението на Италия през 1861 г.

## История

### Формиране (11 – 14 век)
Основаването на Савойските държави започва с установяването в Мориен на граф Хумберт I Савойски, който държи контрола върху редица графства: Савойско графство през 1003 г. (титлата „граф“ е спомената за първи път едва през 1143 г. от епископа на Беле Ото), след това – Графство Беле, Графство Нион през 1018 г. и накрая – Графство Аоста през 1024 г. Той също така доминира северната част на Графство Виен преди 1025 г. (притежание до 1355 г.) и Графство Серморан. Чрез брак придобива владения във Вале и Шабле. Ото I Савойски също се сдобива чрез брак с огромни владения в Северна Италия, със Суза (ключ към прохода Мон Сени), Ивреа, Пинероло и Торино. Петър II Савойски увеличава графските владения, по-специално с Пеи дьо Жекс и Пеи дьо Во през 13 век.
През 13 век графовете на Савоя получават титлата „имперски викарий“ (Томас I Савойски през 1226 г. за цяло или част от Кралство Италия, а Петер II през 1263 г.). Тя им дава необходимата правна сила, за да се налагат на всекиго другиго и по-специално – над епископите. През 1365 г. граф Амадей VI Савойски получава титлата „постоянен имперски викарий“ за владения си, включващи градовете и епархиите на Сион, Лозана, Женева, Аоста, Ивреа, Торино, Мориен, Тарентез, Беле и Савойското графство. Решението обаче е отменено на следващата година.
През 1323 г. след смъртта на граф Амадей V Савойски Савойското графство се състои от 8 региона, включващи повече от 80 териториални единици. 20 г. по-късно териториалните единици са повече от 94. 8-те основни региона са:
- Реална Савоя (Savoie Propre) с главен град Монмелиан и по-късно – Шамбери
- Новалез (Novalaise) с Воарон
- Савойски Виен (Viennois savoyard) със Сен Жорж д'Есперанш[N 1] до 1355 г.
- Брес (Bresse) с Бург
- Бюже (Bugey), вкл. Валроме (Valromey) с Росийон или Сен Жермен[N 2]
- Шабле с Шийон
- Вале д'Аоста с Шател Аржан[N 3] / Вилньов
- Пеи дьо Во с Мудон[N 4]

След 1355 г. териториите на Дом Савоя се разширяват и 8-те региона са допълнени от:
- Вал ди Суза (Val di Susa) (с главен град Авиляна)
- Синьория Валбон (Seigneurie de Valbonne) (с главен град Монлюел)
- Фосини (Faucigny) (1355) (с Шатийон/ Клюз)
- Женевоа (Genevois) (1401), вкл. Херцогство Женевоа (1564 – 1665) (бивше Графство Женева) с Анси.

Към тях се добавят и Пеи дьо Жекс, „Новите земи на Прованс“ (бъдещо Графство Ница) и Пиемонт.

### 15 – 16 век
При царуването на Амедей VIII Савойски (1391 – 1439) е налице значимо разрастване на Савойските държави. От 1388 г. чрез договор с Абатство Сен Пон (известен като Обвързване на Ница със Савоя) придобиването на Графство Ница и на неговото пристанище позволява достъп до Средиземно море. Армиите на херцог Амадей VIII Савойски контролират Вал д'Осола през 1411 г., което позволява контрола и над Кол дю Симплон (загуба на територия през 1417 г.). През 1413 г. херцогът получава окончателния апанаж на Маркграфство Салуцо. През 1416 г. той получава херцогската титла и директния апанаж на Пиемонт от император Сигизмунд Люксембургски. В периода 1401/02 – 1424 г. херцогът купува от наследниците на последния граф Графство Женева (с Женева и по-късно с Анси), станало васално през втората половина на 14 век. От 1460 г. то става апанаж на Женевоа.
Савойската държава почти не се развива по време на нещастното управление на Карл III Савойски (1504 – 1553):
- Женева, подкрепена от протестантския Берн, се вдига на бунт (1519, 1526 и 1534 г.)
- Източно Шабле е окупирано от католическите жители на Вале (1536 г.)
- Протестантският Берн нахлува в Пеи дьо Во, Пеи дьо Жекс и в Западно Шабле.

В същото време френският крал Франсоа I, който отива на война в Милано, окупира Бург ан Брес, Шамбери и Савоя, долините Мориен и Тарантез, за да осигури преминаването си в Италия между 1536 и 1559 г.
Савойските държави вече не съществуват. Това първо анексиране довежда до възстановяване на Савойските държави при херцог Емануил Филиберт Савойски и прехвърлянето на столицата от Шамбери в Торино през 1563 г.

### Апогей на Савойските държави (16 - 18 век)
От 16 до 18 век Савойските държави достигат своя развет. С Договора от Лион през 1601 г. след френската окупация Савойската държава губи териториите на Брес, Пеи дьо Жекс и Бюже в полза на краля на Франция, но въпреки това си възвръща Маркграфство Салуцо.
Въпреки новата френска окупация през 1690 – 1696 г. Дом Савоя все още контролира териториите и алпийските проходи, свързващи Франция с Италианския полуостров. С Договора от Торино от 1696 г. (чл. 2). Кралят на Франция дава Пинероло на Савойския херцог. Френските войски отново окупират Савойското херцогство от ноември до декември 1703 г. чак до Договора от Утрехт през 1713 г. Той, както и Договорът от Ращат, позволяват на херцога да анексира част от Миланското херцогство, провинциите Алесандрия (Ломелина и Валенца) и Валсезия, както и три ескартона на Бриансоне: „Крал Виктор Амадей II взима всичко, което се намира във водата до Пиемонт": долините на От Дуар, на Клюзон и на От Варайта с фортовете на Ексилес и на Фенестреле. Освен това на 2 декември 1713 г. Виктор Амадей II е титулуван за крал в Палермо и получава Кралство Сицилия. През този период Савойското херцогство се разширява с територията на Херцогство Монферат при окупацията през 1703 г., след което Императорът преотстъпва друга част от тази територия през 1708 г. и накрая се стига до пълното ѝ анексиране през 1713 г. вследствие на Договора от Утрехт.
Договорът от Лондон от 1718 г. позволява размяната с Хабсбургите на тази корона с короната на Кралство Сардиния. От този момент Савойските държави се издигат в кралство и се наричат Сардински държави, чиято неостровна част е определена като Сардински континентални държави.
Въпреки това 30 г. по-късно – в периода 1742 – 1748 г. Савойското херцогство е отново окупирано от испанските войски поради сближаването му с Австрия.

### Край на Савойските държави (1860)
Политическата ситуация на Савойските държави е променена с Албертиновия устав, като трансформира бившата абсолютна монархия в конституционна монархия и значително намалява автономията на държавите спрямо централната власт. Това Перфектно сливане довежда до края на суверенния Сенат на Савоя и на вицекралството на Сардиния. Административната система на Кралство Сардиния е реформирана отново през 1859 г. след Втората война за италианската независимост и анексията на Ломбардия с Декрет Ратаци. Той разделя кралството на 17 провинции, за да замени старите подразделения. Тази административна система все още се използва в Италия.
Разпадането на Савойските държави продължава главно поради Рисорджименто. В тази рамка на 24 март 1860 г. е подписан Договорът от Торино между Наполеон III – император на французите и Виктор Емануил II – херцог на Савоя и крал на Сардиния. Виктор Емануил III, според условията на договора, отстъпва на Франция Графство Ница, към което са прибавени Мантон и Рокбрюн – владения на Княжество Монако, самопровъзгласили се за свободни градове през 1848 г., които Френската империя купува от принца на Монако Шарл III за 4 млн. златни франка през 1861 г. Този район е днешният район Ница – част от новосъздадения департамент Алп Маритим, и Савойското херцогство, формирано от департаментите Савоа и От Савоа. Въпреки това Договорът от Торино не включва общините Tанд и Ла Бриг, декларирани като „ловни полета“ на крал Виктор Емануил II, които остават сардински и по-късно италиански до 1947 г.
През 1861 г. Кралство Сардиния анексира останалата част на италианския полуостров, за да се трансформира в Кралство Италия.

## Състав
Държави, отдавна включени в Савойските държави (някои региони също са постоянна част от Савойските държави):
- Херцогството Савоя, разделено на провинциите:
  - Истинска Савоя или Херцогска Савоя (Шамбери)
  - Мориен (Сен Жан дьо Мориен[N 7])
  - Тарантез (Мутиер[N 8])
  - Херцогство Женевоа (Анси)
  - Фосини (Бонвил[N 9])
  - Шабле (Тонон)
- Княжество Пиемонт (Торино)
- Херцогство Аоста (Аоста)
- Графство Ница
- Графство Асти
- Княжество Онеля (част от днешния град Империя)
- Графство Лоано
- Сардиния – с размяната на Сицилия със Сардиния с Договора от Утрехт, потвърден от Лондонския договор от 2 август 1718 г. Савойската държава става Кралство Сардиния (на латински: Regnum Sardiniæ), като същевременно като кралско седалище се запазва Торино (вицекралството е учередено в Каляри преди Перфектното сливане през 1847 г., който премахва сардинските устави).

Провинции – част от савойските държави от 13 век до Договора от Лион през 1601 г.:
- Брес (Бург ан Брес)
- Бюже
- Пеи дьо Жекс

Региони – временна част от Савойските държави (други региони са част от него за по-кратко):
- Херцогството Генуа
- град Женева
- Провинция Каруж
- Пеи дьо Во (Лозана)
- Долно Вале (Мартини[N 10])
- Сицилия
- Фран Лионе
- свободните градове Мантон и Рокбрюн под протектората на Савойския херцог и крал на Сардиния (1848 – 1861).

## Исторически знамена на Савойските държави
- Графовете на Мориен използват гербовете на Свещената Римска империя като залог за тяхната лоялност към Императора
- Знаме на Савойското херцогство, на Кралство Сицилия (1713 – 1720) и след това на Кралство Сардиния (1720 – 1783)
- Знаме на Кралство Сардиния (1783 – 1802)
- Знаме на Кралство Сардиния (1832 – 1848), смес от знамената на Савоя, Сардиния и Генова.
- Знаме на Кралство Сардиния (1848 – 1861), след това на Кралство Италия

## Епопея
La Savoysiade, епос в стих на Оноре д'Юрфе (Honoré d'Urfé) (1609).

## Обяснителни бележки
1. ↑  Saint-Georges-d'Espéranche е градче в деп. Изер, Франция
2. ↑  Замъкът на Сен Жермен (Château de Saint-Germain) е бивш укрепен замък, основан през 13 век, чиито руини се намират на територията на община Ambérieu-en-Bugey в департамент Ен, Франция.
3. ↑  Châtel-Argent е замък, чиито руини се издигат на скала над реката Дора Балтеа близо ди Вилньов, Италия.
4. ↑  Мудон (Moudon) е градче в Кантон Во, Швейцария
5. ↑  Abbaye Saint-Pons е едно от най-древните абатства на Лазурния бряг. Намира се на територията на община Ница, Франция.
6. ↑  La Brigue е село в деп. Алп Маритим, Франция
7. ↑  Saint-Jean-de-Maurienne е град в деп. Савоа, Франция.
8. ↑  Moûtiers е градче в деп. Савоа, Франция
9. ↑  Bonneville е град в деп. От Савоа, Франция.
10. ↑  Martigny е град в кантон Вале, Швейцария